# Велике Село (Архангельська область)
Велике Село (рос. Великое Село) — присілок в Красноборському районі Архангельської області Російської Федерації.
Населення становить 0 осіб. Входить до складу муніципального утворення Пермогорське сільське поселення.

## Історія
Від 2004 року входить до складу муніципального утворення Пермогорське сільське поселення.

## Населення
| 2010 |
| ---- |
| 0    |